# Ziębiniec (Kotlina Jeleniogórska)
Ziębiniec (niem. Finkenberg, 449 m n.p.m.) – wzniesienie w południowo-zachodniej Polsce, we wschodniej części Kotliny Jeleniogórskiej, w północnej części Wzgórz Łomnickich.

## Położenie
Wzniesienie położone we wschodniej części Kotliny Jeleniogórskiej, w północnej części Wzgórz Łomnickich, pomiędzy Czarnem a Łomnicą.

## Opis
Ziębiniec jest niezbyt wysokim, ale wybitnym wzniesieniem w północno-wschodniej części Wzgórz Łomnickich. Wyrasta w kształcie niewielkiej, wyraźnie zaznaczonej, wydłużonej kopuły, z dość stromymi zboczami, zwłaszcza południowo-zachodnimi. Od południa i wschodu góruje nad Obniżeniem Mysłakowickim. Położenie wzniesienia, kształt i wyraźnie podkreślona część szczytowa, czynią wzniesienie rozpoznawalnym w terenie. Na północy łączy się z Zamkową Górą, a na południowym zachodzie z Żabińcem.

## Budowa geologiczna
Wzniesienie zbudowane z granitów karkonoskich w odmianie porfirowatej, z żyłami aplogranitów i uformowane w wyniku ich selektywnego wietrzenia. Na zboczach poniżej szczytu występują niewielkie granitowe skałki.

## Roślinność
Całą powierzchnię szczytową oraz górne partie zboczy  porasta las świerkowy z domieszką drzew liściastych, który ciągnie się ku północy. Pozostałą część podnóży wzniesienia zajmują łąki.

## Zagospodarowanie
Na południowy zachód od Ziębieńca biegnie szosa 367 z Jeleniej Góry do Kamiennej Góry.

## Turystyka
W okolicach Ziębieńca nie przechodzą żadne szlaki turystyczne.